# Hela Sverige bakar, säsong 13 (2024)
Den trettonde säsongen av Hela Sverige bakar spelades in på Ulriksdals slott för andra året. Likt föregående säsong sändes programmet på TV4, med start den 27 september 2024  med programtiden 21:00 på onsdagar. Programledare är Tina Nordström och Johan Östling samt jurymedlemmarna Johan Sörberg och Elisabeth Johansson.

## Deltagare
| Deltagare         | Ålder | Bostad     | Sysselsättning | Resultat |
| ----------------- | ----- | ---------- | -------------- | -------- |
| Helena Sundström  | 54    | Altersbruk |                |          |
| Samuel Ablahad    | 18    | Eskilstuna |                |          |
| Christina Ölander | 31    | Gävle      |                |          |
| Hélena Parmér     | 54    | Rönninge   |                |          |
| Roosa Malinen     | 31    | Mölndal    |                |          |
| Robin Håkansson   | 41    | Kävlinge   |                |          |
| Ronja Sjölander   | 25    | Åkersberga |                | Vinnare  |
| Maja Hafström     | 24    | Alingsås   |                |          |
| Lina Shawali      | 27    | Solna      |                |          |
| Rebecca Cajander  | 27    | Huskvarna  |                |          |

## Källhänvisningar
1. ↑  ”Här är deltagarna i Hela Sverige bakar 2024”. TV4.se. https://www.tv4.se/artikel/40A5AzteYThFpTuXerwBCC/haer-aer-deltagarna-i-hela-sverige-bakar-2024. Läst 1 juli 2025.
2. ↑  ”Här är deltagarna i Hela Sverige bakar 2024”. TV4.se. https://www.tv4.se/artikel/40A5AzteYThFpTuXerwBCC/haer-aer-deltagarna-i-hela-sverige-bakar-2024. Läst 1 juli 2025.
3. ↑  ”Hon vinner Hela Sverige bakar 2024: ”Har inte fattat det än””. TV4.se. https://www.tv4.se/artikel/6e2N8XrbvO18SNb6k0dEtt/hon-vinner-hela-sverige-bakar-2024-har-inte-fattat-det-aen. Läst 1 juli 2025.